# Cacatuidae
Famille
Répartition géographique
Les différentes espèces de cacatoès et la Calopsitte élégante forment un taxon qui, selon les auteurs, prend le nom de Cacatuidae ou Cacatuinae. Le Congrès ornithologique international opte pour un classement de ces espèces au sein d'une des trois familles formant alors les Psittaciformes, ordre qui inclut les perroquets, perruches, et autres.

## Systématique

### Liste des genres
D'après la classification de référence (version 14.2, 2024) du Congrès ornithologique international :
- Zanda (3 espèces)
- Calyptorhynchus (2 espèces)
- Nymphicus (1 espèce)
- Probosciger (1 espèce)
- Callocephalon (1 espèce)
- Eolophus (1 espèces)
- Cacatua (13 espèces)

### Liste des espèces
D'après la classification de référence (version 5.1, 2015) du Congrès ornithologique international (ordre phylogénique) :
- Probosciger aterrimus – Cacatoès noir
- Calyptorhynchus banksii – Cacatoès banksien
- Calyptorhynchus lathami – Cacatoès de Latham
- Calyptorhynchus funereus – Cacatoès funèbre
- Calyptorhynchus latirostris – Cacatoès à rectrices blanches
- Calyptorhynchus baudinii – Cacatoès de Baudin
- Callocephalon fimbriatum – Cacatoès à tête rouge
- Lophochroa leadbeateri – Cacatoès de Leadbeater
- Eolophus roseicapilla – Cacatoès rosalbin
- Cacatua tenuirostris – Cacatoès nasique
- Cacatua pastinator – Cacatoès laboureur
- Cacatua sanguinea – Cacatoès corella
- Cacatua goffiniana – Cacatoès de Goffin
- Cacatua ducorpsii – Cacatoès de Ducorps
- Cacatua haematuropygia – Cacatoès des Philippines
- Cacatua sulphurea – Cacatoès soufré
- Cacatua galerita – Cacatoès à huppe jaune
- Cacatua ophthalmica – Cacatoès aux yeux bleus
- Cacatua alba – Cacatoès blanc
- Cacatua moluccensis – Cacatoès à huppe rouge
- Nymphicus hollandicus – Calopsitte élégante

### Position phylogénétique
Le groupe phylogénétique formé par les oiseaux de ce taxon est facilement identifiable, d'ailleurs, à part la Calopsitte élégante, toutes ces espèces sont appelées cacatoès. Comme l'ensemble des familles de Psittaciformes, la position phylogénétiques de ce groupe d'oiseaux par rapport aux autres groupes de l'ordre est beaucoup moins claire. En outre, la position de la Calopsitte sur l'arbre phylogénétique est particulièrement discutée. Ainsi, suivant les classifications scientifiques ce groupe est appelé Cacatuidae (Cacatuidés alias Cacatoès) ou Cacatuinae.
La classification de Sibley, s'appuyant sur des analyses génétiques montrant que la radiation évolutive ayant conduit à l'émergence de ce groupe n'est pas si ancienne que ce que l'on a tout d'abord pensé, a donc fait de ce groupe une sous-famille des Psittacidae.
Lorsque ce groupe est considéré comme la famille des Cacatuidae, il regroupe plusieurs sous-familles qui peuvent être :
- les Cacatuinae (Cacatoès blancs) présentant un leucisme normal et donc complètement exempts d'eumélanines (mélanine de type noire qui permet les teintes argentés, brunes, grises et/ou noire) dans leur plumage et dont seule la teinte de l'iris peut-être chez certaines espèces dimorphiques ; cette sous-famille regroupe uniquement les espèces du genre Cacatua ;
- les Calyptorhynchinae (Cacatoès foncés) qui présentent tous des plumages globalement sombres (variant du brun, gris ou noir) et présentent tous des dimorphismes plus ou moins prononcés au niveau du plumage. Elle inclut ou non le Microglosse noir selon les classifications.
- les Microglossinae représentés par une seule espèce, le Cacatoès noir ou Microglosse noir (Probosciger aterrimus) qui présente un plumage complètement noir et aucun réel dimorphisme.
- les Nymphicinae, tribu et genre monotypique, espèce dénommée Perruche calopsitte.

Lorsque le groupe est considéré comme une sous-famille, les taxons de rang inférieurs sont des tribus avec les noms de Calyptorhynchini, Cacatuini, Nymphicini.

### Phylogénie des genres selon Brown & Toft (1999)
La classification de Brown & Toft parue en 1999, est basée sur une analyse des séquences d'ADN mitochondrial et d'ARN ribosomique 12S permet de
préciser d'autres relations. Ainsi, les Calyptorhynchini apparaissent paraphylétiques si la classification inclut les cacatoès noirs.
- Cacatuinae (actuellement Cacatuidae)
  - 
    - 
      - Cacatua (f.) Vieillot, 1817 — 13 espèces et 24 taxa
        - Sous genre Lophochroa - 6 espèces
        - 
          - Sous genre Licmetis - 6 espèces
          - Sous genre Cacatua - 1 espèce

      - Eolophus (m.) Bonaparte, 1854 — 1 espèce et 3 taxa

    - 
      - Callocephalon (n.) Lesson, 1837 — 1 espèce monotypique
      - 
        - Nymphicus (m.) Wagler 1832 — 1 espèce monotypique
        - Calyptorhynchus  (m.) Desmarest, 1826 — 5 espèces & 13 taxa
          - sous genre Zenda - 3 espèces
          - sous genre Calyptorhynchus - 2 espèces

  - Probosciger, (m.) Kuhl, 1820 — 1 espèce & 4 taxa

### Taxonomie
Le terme de cacatuiné ou de cacatuidé dérive du nom vernaculaire cacatoès, terme d'origine vraisemblablement malaise. Mathurin Jacques Brisson est le premier à avoir identifié, au sein du genre Psittacus proposé par Carl von Linné, que ces perroquets à huppe formaient un groupe à part. Il latinisa alors le nom vernaculaire et proposa alors le taxon des Cacatua, taxon toujours valide aujourd'hui, même si la définition de celui-ci a énormément évolué depuis. Plus tard, un taxon sous la forme Cacatus fut également proposé, par exemple par Constantine Samuel Rafinesque et par Heinrich Kuhl, mais celui-ci ne fut pas retenu.
Ce groupe (sans la Calopsitte ??) a également été appelé les Plictolophidés ce qui signifie huppe plissée par Nicholas Aylward Vigors. Ce taxon est aujourd'hui obsolète.

## Description
Les Cacatuidés sont des perroquets de taille moyenne à grande (de 30 à 68 cm), la Perruche calopsitte (Nymphicus hollandicus) en étant la plus petite espèce. C'est également la seule nommée perruche (terme désignant les petits perroquets à longue queue). Ce sont des oiseaux au bec massif et à la queue plus ou moins longue, avec une langue musculeuse. Les Cacatoès présentent tous une huppe érectile sur le devant de la tête utilisé dans la communication corporelle. Celle-ci varie en couleurs, formes et tailles.
Les Cacatoès vivent tous en Australasie et en Wallacea, notamment en Australie, en Papouasie-Nouvelle-Guinée et sur certaines des îles d'Indonésie situées au-delà de la ligne Wallace, dans des milieux variés, allant de la forêt humide aux zones de broussailles sèches.
On les reconnaît à leur crête de plumes que les individus des espèces appartenant à cette famille peuvent dresser à volonté sur leur tête.

### Anatomie
Ils partagent bon nombre de caractéristiques des autres espèces de l'ordre comme leurs doigts zygodactyles et la forme de leur bec. Certaines, en revanche sont uniques comme la présence d'une huppe érectile, une vésicule biliaire bien présente, ou l'absence de certaines textures et pigments dans les plumes, ce qui ne leur permet pas d'avoir des plumes bleues ou vertes comme chez les autres perroquets.

### Comportement
La plupart des espèces de cacatuidés vivent en bande. Cette caractéristique est utilisée par l'homme qui sait les apprivoiser. Les formes mutantes de perruches calopsittes sont considérées comme domestiques en France.

## Répartition
La répartition géographique de ce taxon est beaucoup plus restreinte que celle d'autres sous-familles de Perroquet, ils ne sont originaires que de l'Australie et de Wallacea, les îles voisines. Onze espèces existent uniquement en Australie à l'état sauvage, tandis que sept espèces se produisent en Indonésie, en Nouvelle-Guinée, et dans d'autres îles du Pacifique Sud. Trois espèces se produisent à la fois en Nouvelle-Guinée et l'Australie.

## Relation avec l'homme
Cet oiseau a été apprivoisé et importé en Chine puis en Europe (au moins depuis le XIIIe siècle). On le sait car il figure dans quelques tableaux ou dessins anciens. 
On a récemment retrouvé dans un manuscrit du XIIIe siècle écrit par l'empereur Frédéric II plusieurs dessins (au trait, et en couleur) qui le représentent sans ambiguïté. Ces dessins sont aujourd'hui (2018) considérés comme les plus anciens du cacatoès australasien. Ils figurent parmi environ 900 illustrations au trait,  essentiellement d'oiseaux et des dessins en rapport avec la fauconnerie dans un manuscrit sur parchemin intitulé De arte venandi cum avibus  (De l’art de chasser avec des oiseaux) ; réputé réalisé par l'empereur Frédéric II (1194 à 1250) entre 1241 et 1248 et  conservé par la Bibliothèque apostolique du Vatican. Ces dessins sont précis et figurent sans aucun doute un Cacatoès (une femelle probablement car de la peinture rouge a été utilisée pour l’œil, alors que l'œil des mâles est noir). Il est plus vieux de 250 ans que celle qui était antérieurement considérée comme la plus ancienne en Europe (sur un retable italien ; la Madonna della Vittoria, peint par Andrea Mantegna en 1496). 
L'oiseau figurant sur ce manuscrit, offert à l'empereur pour sa ménagerie ou lui ayant été présenté, serait arrivé en Allemagne, de l'Australie via l'Égypte, information de grand intérêt historique car laissant penser qu'il existait déjà au Moyen Âge des voies commerciales actives entre l'Europe et l'Australie et les îles qui l'entourent .

### Protection
Toutes les espèces de cacatoès sont protégées par la Convention sur le commerce international des espèces de faune et de flore sauvages menacées d'extinction, ce qui rend l'importation, l'exportation et le commerce de tout spécimen d'origine sauvage, illégale.
Les espèces suivantes de cacatoès sont protégées par l'annexe I, la liste des espèces menacées d'extinction est la suivante :
- Cacatua goffiniana, Cacatoès de Goffin
- Cacatua haematuropygia, Cacatoès des Philippines, en danger critique d'extinction selon l'UICN[5]
- Cacatua moluccensis, Cacatoès à huppe rouge, considéré comme vulnérable par l'IUCN[6]
- Cacatua sulphurea, Cacatoès soufré et ses sous-espèces, en danger critique[7]
- Probosciger aterrimus, Cacatoès noir.

Toutes les autres espèces de cacatoès sont inscrites dans l'annexe II  de la liste des espèces vulnérables. Toutefois, certaines espèces de cacatoès australiens, comme celle des sous-genre Licmetis et le Cacatoès rosalbin, formant de grandes populations, sont considérées comme nuisibles par les exploitants agricoles, et à ce titre sont tuées à l'occasion.
En outre, selon l'UICN en 2008, le Cacatoès de Baudin, le Cacatoès à rectrices blanches sont en danger, tandis que le Cacatoès blanc est vulnérable.